# Seraph of the End
Owari no Seraph (яп. 終わりのセラフ, укр. Серафим кінця) — постапокаліптична темнофентезійна манґа з елементами бойовика і драми автора Такаі Кагамі й ілюстратора Ямато Ямамото. Публікується видавництвом Shueisha у журналі Jump SQ та англійською — Viz Media у Weekly Shonen Jump. Аніме-адаптація анонсована 28 серпня 2014. Перша частина у вигляді 12 епізодів транслювалася в Японії з 4 квітня до 20 червня 2015. Перша серія другої частини вийшла в ефір 10 жовтня 2015.

## Сюжет
2012 рік. Планета раптово вражена смертельним вірусом антропогенного типу, що викликає тотальну пандемію у світі. Тільки діти молодше 13 років виявляються недоторканними. Саме в цей час вампіри виходять з земних схованок, оживляючи своєю появою стародавні страхи людства, що вони міф забутих часів. Кровопивці беруть під контроль залишки суспільства колись пануюючого людства та відводять їх під поверхню, начебто з метою захистити. Цей «захист» має дорогу ціну — постійне постачання дитячої крові для своїх викрадачів.
У віці дванадцяти років головний герой Юічіро та його друг-сирота Мікаела вступили у змову, щоб втекти разом з іншими дітьми з дитячого будинку Хакуя. Тим не менш, це призвело до загибелі групи дітей, а Мікаела приніс себе в жертву для того, щоб Юічіро зміг покинути вампірське святилище та був врятований членами загону Демонів Місяця, винищувальної бойової одиниці японської імператорської армії демонів. Чотири роки потому Юічіро присвячує своє життя, щоб знищити вампірів і помститися кривдникам за вбивство своєї «сім'ї».

## Персонажі
- Юічіро Хякуя (яп. 百夜 優一郎)

Центральний 16-річний чоловічий персонаж, член японської імператорської армії демонів і загону Сіноа Хірагі команди місячних демонів. Разом з Мікаелою Хакуєй володіє геном Серафима, який має відношення до забороненого табу і ключової точки історії Owari no Seraph.
Він хоробрий, безстрашний і трохи безрозсудний, часто нападає на ворогів, ігноруючи накази. Незважаючи на це, він має свої слабкості та сильно турбується за своїх друзів, співпереживає з іншими, хто ставить сім'ю на перші ролі.
Коли Юічіро (також відомий як Ю) було дванадцять років, він і його найкращий друг Мікаела змовилися з іншими дітьми дитячого будинку втекти з полону вампірів. Тим не менш, їх план був зірваний Ферідом Баторієм, який убив майже всіх втікачів, через що Ю жалкує донині. Він відчуває себе винним за тодішню втечу і бачив кошмари про смерть Міки протягом чотирьох років, поки не здружився з Сіноа і Йоічі. Пізніше особистість Ю змінюється, він стає більш зрілим, терплячим і спокійним, хоча його запальність і зухвальство повністю не зникають. Примітно, що йому вдається зробити своїм другом навіть демона Асурамару без бійки.
Один зі стимулів Хякуї — потреба знищити всіх вампірів за те, що вони зробили з його родиною, але він не дозволяє помсті поглинути його, замість цього це допомагає йому стати сильнішим. Подібно до того, як вампіри не запам'ятовують обличчя людей, а тільки думають про них як про «худобу», Ю бачить вампірів, як «кровопивць», не потрудившись згадати їхні імена чи особи.. Юічіро вступив пізніше до японської імператорської армії демонів, не завжди хороший гравець команди, але добрий і турботливий глибоко всередині. Його зброя — асурамару, що приймає форму катани.
Юічіро — сильний боєць, який постійно розвиває свої здібності. Спочатку будучи рядовим, він легко переміг монстра звичайною катаною, хоча це було важко навіть для двох досвідчених солдатів. У школі, куди його відправили через порушення наказу, Хякуя виявився сильнішим за дівчину-вампіра. Його здібності під час дуелі оцінила Сіноа з проклятою зброєю як «непогано». У підземному храмі під школою проявився імунітет Юічіро до демонів. Пізніше він зміг отримати контроль над проклятою зброєю, що багаторазово підсилило його здібності. Кілька простих вампірів для нього вже не суперники, досвідчений боєць Міцуба під час рейду була здивована, звідки в нього така сила. Хлопцем зацікавився аристократ Кроулі, коли той заблокував його атаку проти Сіноа. Врешті-решт, коли команда місячних демонів опиняється на порозі смерті, це вивільняє агресивну внутрішню суть Юічіро. Під час такого стану Ю може змітати будівлі та битися на рівних з аристократами.
Через вищеназвані риси характеру Ю подобається дівчатам, зокрема, Сіноа і Міцубі, але ставиться до них, як до членів сім'ї. Він у теплих відносинах з Йоічі, часто конфліктує з Кімідзукі, що нагадує дрібні сварки між братами, та поважає Гурена.
- Сіноа Хірагі (яп. 柊 シノア)

Сержант Гурена і один з командирів відділень загону Демонів Місяця. Була послана ним на початку сюжету, щоб придивитися за Юічіро, коли йому було треба потоваришувати. Вона саркастична і часто дражнить інших, особливо Юічіро. В реальності сестра Махіру Хірагі і незважаючи на те, що є частиною сім'ї Хірагі, не зацікавлена в боротьбі за владу. Лояльна до Гурена, пізніше в неї розвиваються почуття до Ю. Її зброя — коса, що приймає форму великої коси, але може бути сконцентрованою у формі об'єкта, схожого на ручку.
- Йоічі Саотоме (яп. 早乙女与一)

15-річний маленький і тендітний хлопець і перший справжній друг Ю. Він добрий і ніжний, але вирішив піти в армію для того, щоб помститися за старшу сестру, яка загинула, намагаючись захистити його від вампіра Лакуса Вельта. Після того, як він допоміг Ю перемогти вампіра, який напав на школу, вони обидва заслужили місце в загоні Демонів Місяця. Має високу психічну стійкість, але фізично дуже слабкий. Його зброя приймає форму великого банта.
- Сіхо Кімідзукі (яп. 君月士方)

Належить до загону Демонів Місяця. Розглядається як з відмінною бойовою здатністю, але цинічний порушник спокою серед інших. Його сестра хвора, він був покликаний в армію для проходження її лікування.
- Міцуба Сангу (яп. 三宮三葉)

16-річна елітний воїн, яка належить групи винищення вампірів з 13 років. Після інциденту, коли члена її попередньої команди вбили через її егоїзм, вона з тих пір спеціалізується на спільній роботі під час бою.
- Гурен Ічіносе (яп. 一瀬 グレン)

24-річний підполковник і лідер Команди місячних демонів. Мудрий, цінить спільну роботу та співпрацю, часто лаючи Юічіро, який завжди діє по-своєму. Він є частиною сім'ї Ічіносе, низької гілки родини Хірагі, і, таким чином, в поганих відносинах з високопоставленими членами сім'ї. Планує розвінчати сім'ю Хірагі, був коханцем Махіру Хірагі, але коли її експерименти мали наслідки для неї зійти з розуму і трансформувати в демона, він убив її. Його зброя — опівнічник, який приймає форму катани.
- Саюрі Ханайорі (яп. 花依小百合)

Саюрі є слугою сім'ї Ічіносе і молодший лейтенант японської імператорської армії демонів. Вона є членом команди загону Гурена. Під час дитинства була закохана в Гурена і надає йому емоційну підтримку. Під час служби членом загону Демонів Місяця вона також є інструктором армії для навчальних класів, коли Гурен відсутній.
- Сігуре Юкімі (яп. 雪見時雨)

Молодший лейтенант японської імператорської армії демонів, і, як Саюрі, вона слуга для сім'ї Ічіносе та член команди Гурена. Спокійна і, як правило, приховує свої емоції, в тому числі своїх почуття до Гурена. Сігуре має неймовірні навички бою і використовує приховану зі спритністю.
- Норіто Госі (яп. 五士典人)

Полковник японської імператорської армії демонів і служить членом команди Гурена. Він бореться більше з ілюзіями, ніж фізичними нападами, і прикриває Гурена. Невимушений, чуттєвий і любить красивих жінок.
- Міто Дзюдзьо (яп. 十条 美 十)

Дочка престижної сім'ї Дзюдзьо і член команди Гурена. Виділяється в методах спеціальних заклять, що передаються з покоління в покоління в її родині, що підвищує її фізичну здатність в бою.

## Медіа

### Манґа
Seraph of the End видає Shueisha в японському журналі Jump SQ з 3 вересня 2012-го. 7 жовтня 2013 анонсовано Viz Media, що манґа ліцензована для північноамериканського релізу.

### Аніме
Аніме-адаптація анонсована 28 серпня 2014, прем'єра відбулася 4 квітня 2015 з планами на 24 епізоди. Продюсером стала студія Wit Studio, режисером — Дайсуке Токудо, сценаристом — Хіросі Секо.
12 грудня 2014 було оголошено, що серіал буде розбитий на дві частини по 12 епізодів кожна (одна частина на сезон). Перша частина транслювалася с квітня по червень 2015, друга — з жовтня по грудень. Серіал транслювався на телеканалах Tokyo MX, MBS, TV Aichi і BS11. NBCUniversal Entertainment Japan випустить реліз у Blu-ray і DVD форматах, починаючи з 24 червня 2015 у чотирьох томах.
31 березня 2015 анонсовано, що Funimation ліцензувало аніме для домашнього релізу у Північній Америці. Мережа Hulu буде також показувати серіал.
Хіроюкі Савано став композитором, опенінг й ендінг — «X.U.» і «scaPEGoat» — виконують Такафумі Вада, Асамі Тачібана і Мегумі Сіраісі.

### Відеоігри
Гра-стратегія для PlayStation Vita виробника Bandai Namco Games буде випущена в майбутньому.
Bandai Namco Games також оголосила про смартфон-гру, що буде випущена в кінці 2015 р.

## Критика
Перший том досяг 24-ї позиції в тижневому манга-чарті.
Том 5 досяг 9-го місця і було продано станом на 11 травня 2014 р. 155 139 копій.